# 断夫山古墳
断夫山古墳（だんぷさんこふん/だんぷやまこふん）は、愛知県名古屋市熱田区旗屋町にある古墳。形状は前方後円墳。国の史跡に指定されている。
愛知県では最大規模の古墳で、6世紀前半頃（古墳時代後期）の築造と推定される。

## 概要

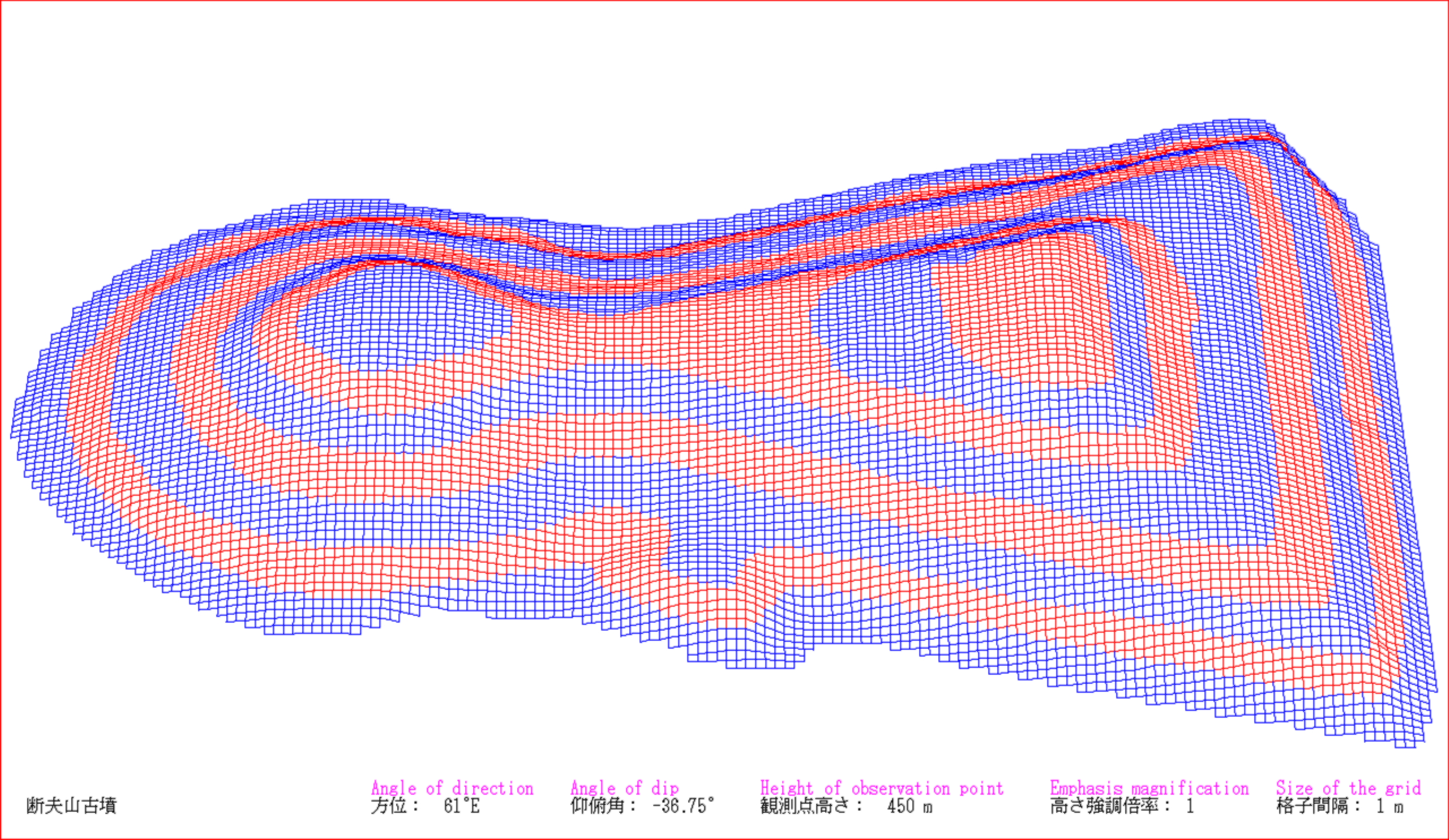
3DCGで描画した断夫山古墳

名古屋市中心市街地からやや南、熱田台地南西縁の標高約10メートルの地に築造された大型前方後円墳である。かつては海岸線が熱田台地西側近くまで伸びており、古墳は伊勢湾を広く望んだ立地になる。熱田神宮では「陀武夫御墓」と称するほか、古くは「鷲峰山」・「団浮山」・「段峰山」などとも表記された。近年に発掘調査が実施されている。
墳形は前方後円形で、前方部を南南東方向に向ける。墳丘は3段築成で、前方部が発達した古墳時代後期の特徴を示し、古墳南東隅（前方部右隅）が削られているものの概ね良好に遺存する。現在の墳丘長は約150メートルを測り、愛知県では最大規模で、後期古墳としては全国でも屈指の規模になる。墳丘の西側くびれ部には造出があり、ここからは多量の須恵器が出土した。また墳丘の外表には円筒埴輪列が巡らされていたほか、葺石と見られる川原石も検出されている。墳丘の周囲には周濠が巡らされていたが、現在見る濠は後世の造作によるものであり、消失した本来の周濠はさらに広範囲に及ぶものであった。埋葬施設・副葬品は明らかではない。
築造時期は、古墳時代後期の6世紀前半（または5世紀末-6世紀初頭）頃と推定される。当時尾張地方に大きな勢力を持った尾張氏の首長墓に比定され、周辺では南方に白鳥古墳（前方後円墳、墳丘長70メートル）があるほか、熱田球場の位置には北山古墳（前方後円墳か：非現存）があったと想定されており、一帯は断夫山古墳とともに一連の首長墓群を成したと推測される。また北方には古墳時代の遺構として高蔵遺跡があるが、これは断夫山古墳の被葬者に直接掌握された人々の遺跡とされる。
本古墳はかつて宮簀媛命（日本武尊妃）の墓として熱田神宮大宮司家の管理下にあり、「断夫山」という名称もその宮簀媛伝承に基づくという。『尾張名所図会』前編4巻には「鷲峯山」として見え、3月3日のみ立ち入りが許され墳頂から熱田一円を見渡せた様子が描かれている。明治に入って熱田神宮所属地化、のち戦後に入って愛知県有地化し、1987年（昭和62年）に古墳域は国の史跡に指定された。その後現在までに古墳含む周辺一帯は熱田神宮公園として整備されている。

## 遺跡歴
- 1876年（明治9年）、熱田神宮所属地化（これ以前は熱田大宮司家が宮簀媛命墓として奉仕）[1]。
- 1929年（昭和4年）、大場磐雄が造出上で須恵器を採集[1]。
- 戦後、名古屋市による戦災復興事業で仮換地[9]。
- 1969年（昭和44年）、測量調査（名古屋大学）[1]。
- 1980年（昭和55年）、愛知県有地化[9]。
- 1987年（昭和62年）7月9日、「断夫山古墳」として国の史跡に指定[10]。
- 1988年（昭和63年）、測量調査（愛知考古学談話会）[1]。
- 2017-2018年（平成29-30年）、墳丘測量調査・地中レーダー探査（名古屋市教育委員会）。
- 2020-2022年度（令和2-4年度）、発掘調査・地中レーダー探査（愛知県埋蔵文化財センター・名古屋市教育委員会・奈良文化財研究所、2024年に報告書刊行）。
- 2024年（令和6年）10月11日、史跡範囲の追加指定。

## 墳丘

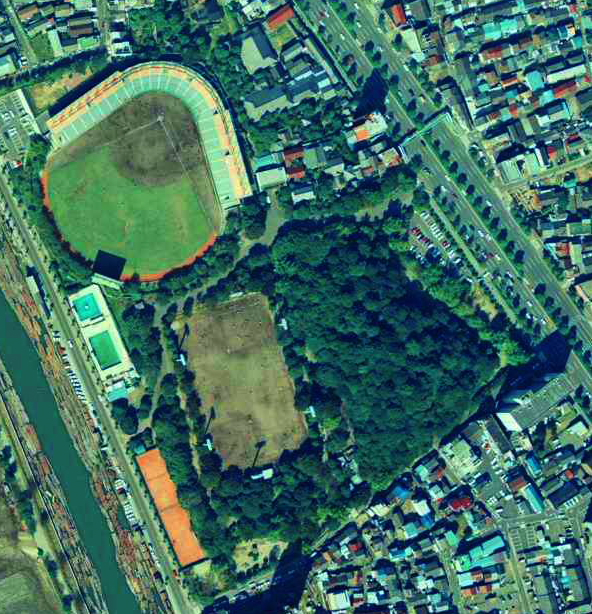
断夫山古墳の空中写真（1987年）。ステレオ写真はこちら。

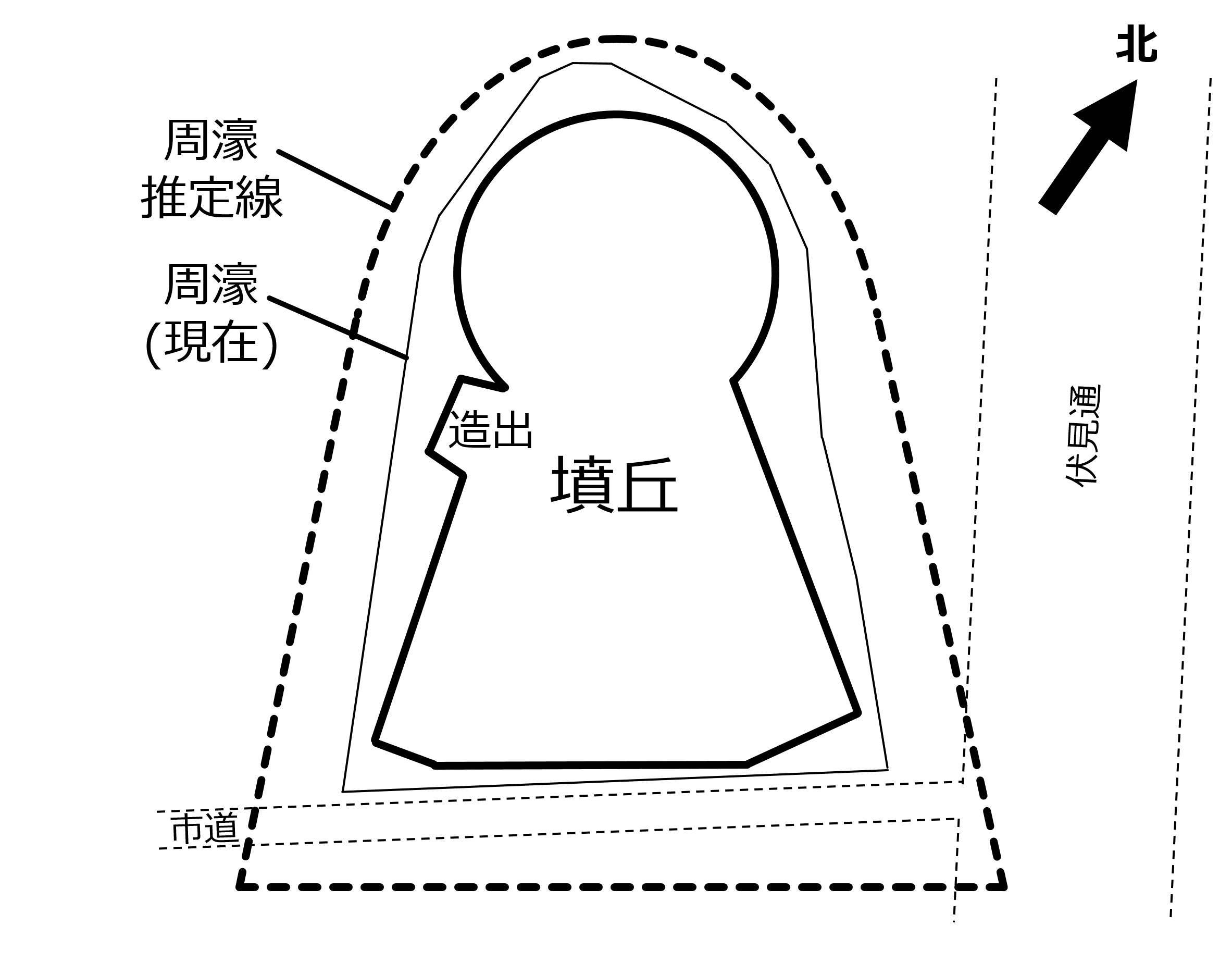
周濠推定復原図

墳丘の規模は次の通り。
- 墳丘長：151メートル（推定復元160メートル程度か[5]）
- 後円部 - 3段築成。
  - 直径：80メートル
  - 高さ：13メートル
- 前方部 - 3段築成。
  - 幅：116メートル
  - 高さ：16メートル
- 造出
  - 西側くびれ部：約25メートル×17メートル

墳丘長は、築造当時（6世紀前半頃）の大王墓の今城塚古墳（大阪府高槻市、190メートル、継体天皇真陵か）には及ばないものの、岩戸山古墳（福岡県八女市、135メートル、筑紫君磐井墓か）を上回り、全国で屈指の規模になる。墳丘のうち前方部の幅・高さは後円部の直径・高さを上回っており、前方部が大きく発達するという古墳時代後期の特徴を示す。ただし南東隅は後世に削り取られているほか、測量調査の結果から前方部前面が改変を受けた可能性が指摘されている。
墳丘周囲には周濠が巡らされていたが、現在見るものは昭和期に造作されたものになる。本来の周濠については明治期の地籍図から復原が試みられており、現在の周濠を大きく上回る規模の盾形周濠であったと推定されている。ただし前方部前面の濠の幅のみ広いことから、測量調査でも示唆されるように前方部が後世に削られた可能性が高いとされ、その場合には本来の墳丘長は160メートル程度であったと推定されている。また尾張の大型前方後円墳の多くが二重周濠を有することから、断夫山古墳の周濠も二重であった（推定盾形周濠のさらに外側に周濠があった）可能性が指摘される。二重周濠を持つとすれば、地籍図の形状からして内濠周堤には張出（内堤張出）があった可能性もあるという。
1885年（明治18）までに作成された土地台帳に付属する公的な地図である地籍図をみると、現在の墳形は読み取ることはできない。前方部はほぼ保存されているが、後円部の西北部分は3分の1が削られなくなっている。周溝部と共に畑として利用されていたとみられる。また造り出しの痕跡も認められない。現在の形は史跡指定に際などに修復されたものであり、造り出しの有無にも疑いがある。

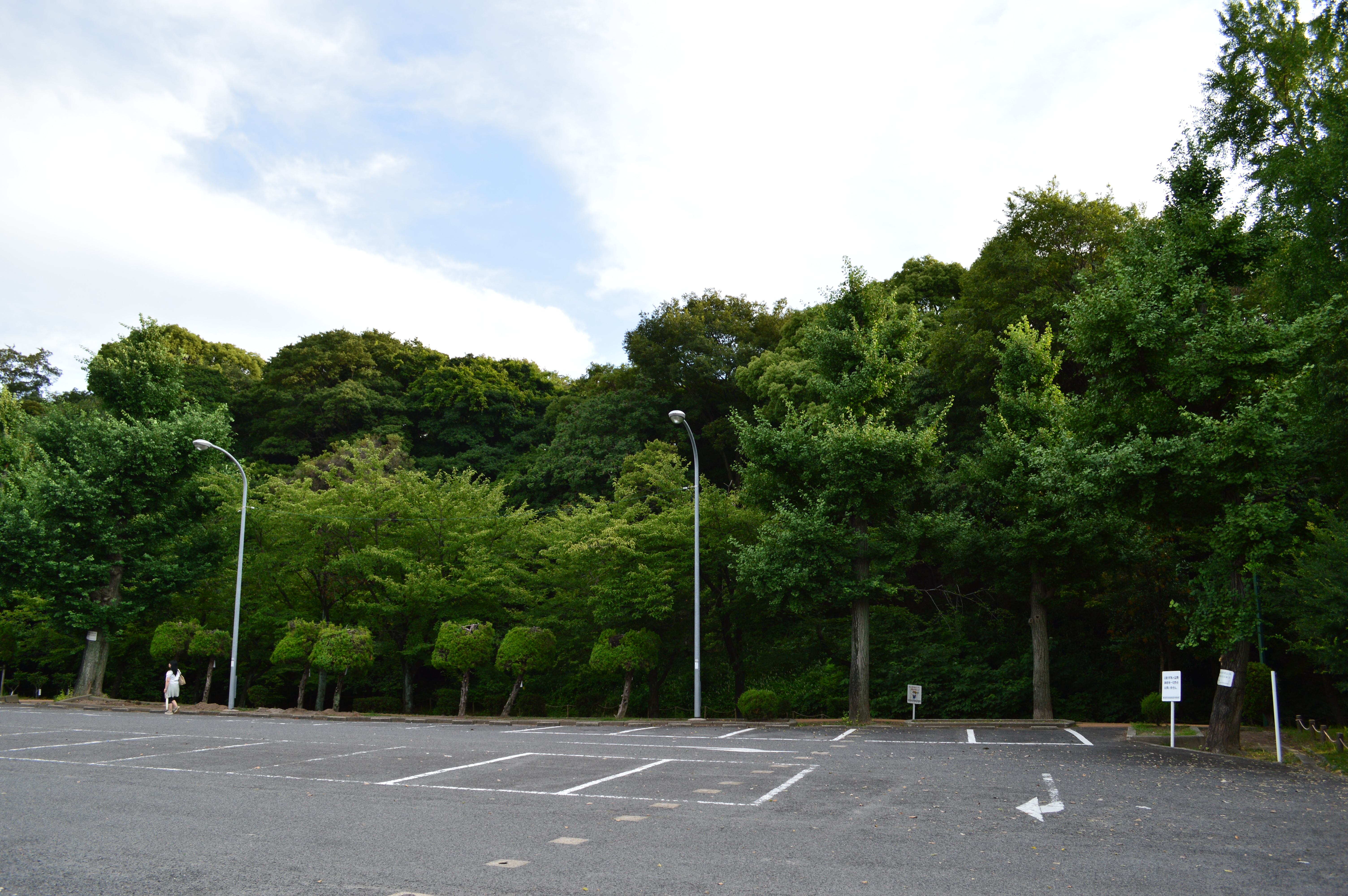
墳丘全景 右に後円部、左に前方部。
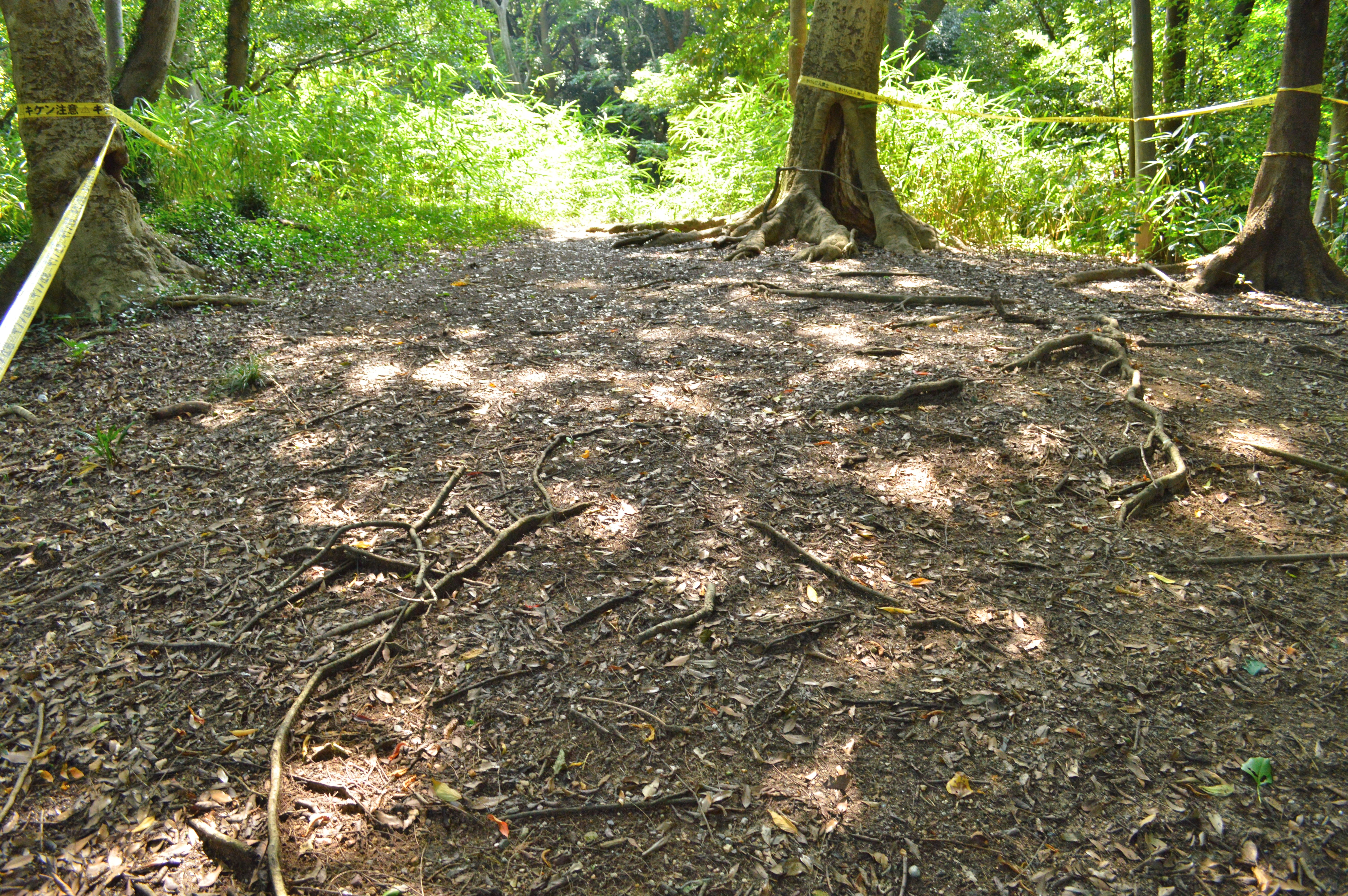
後円部墳頂
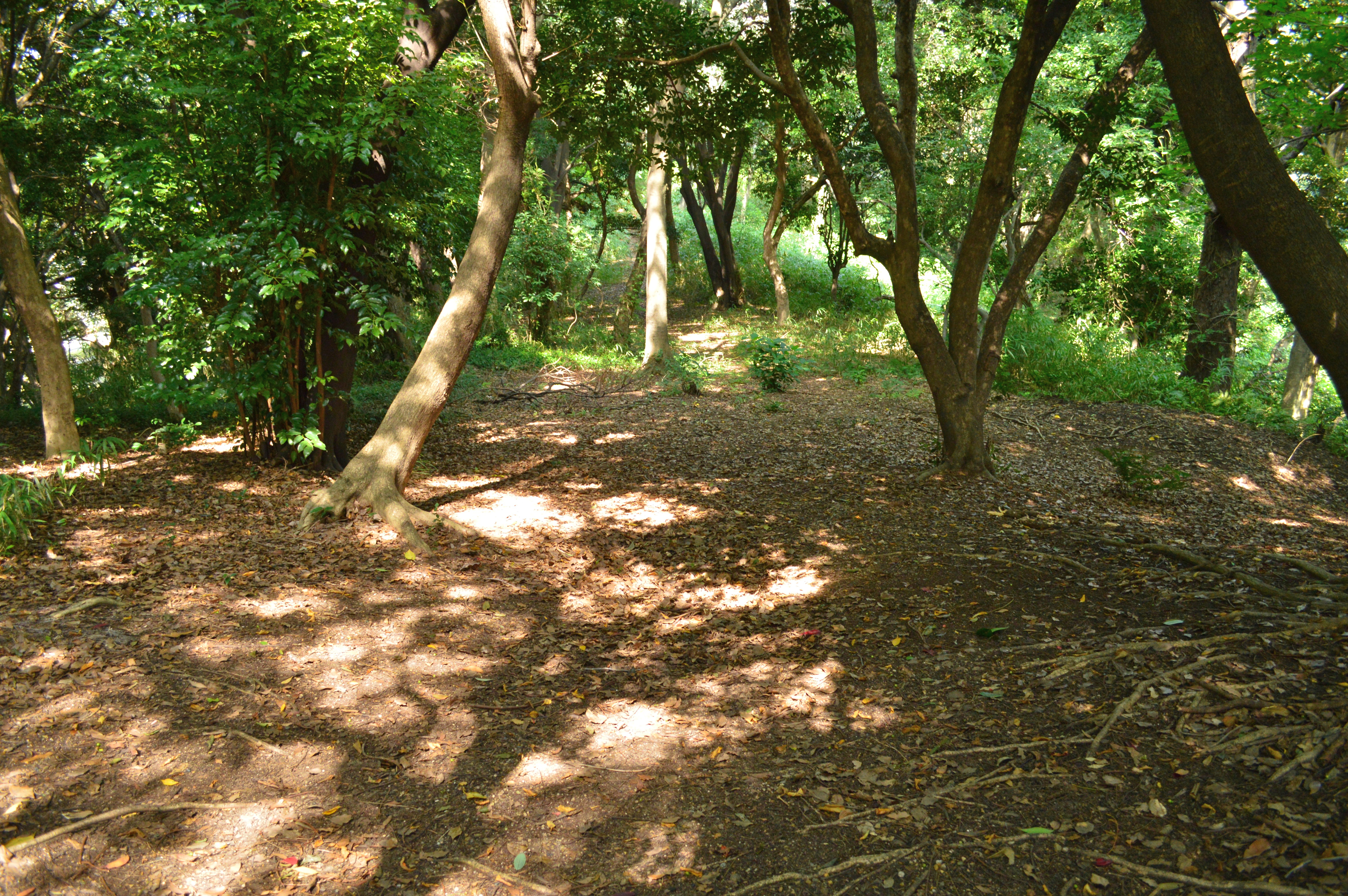
墳丘上 前方部から後円部を望む。
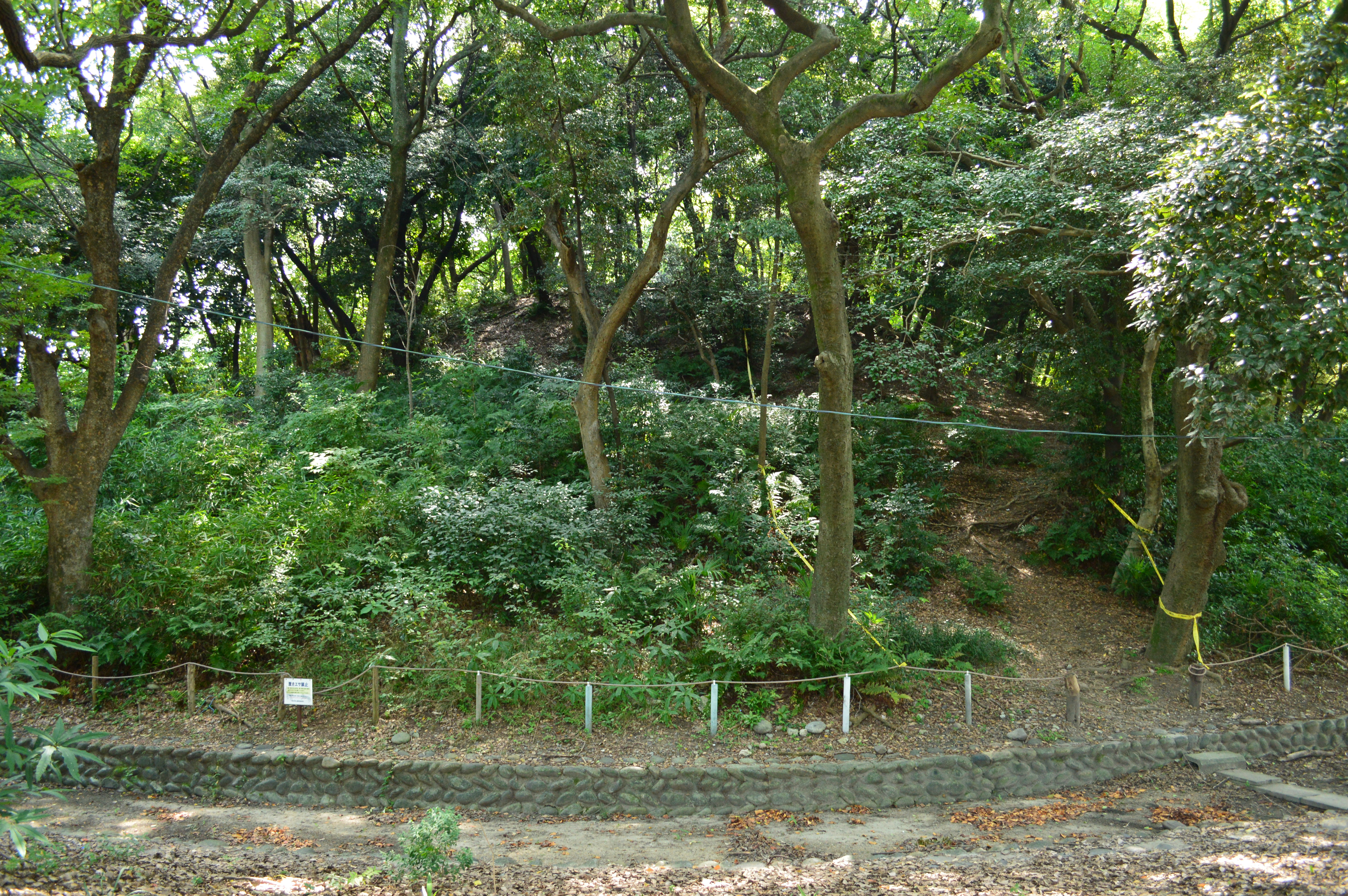
後円部
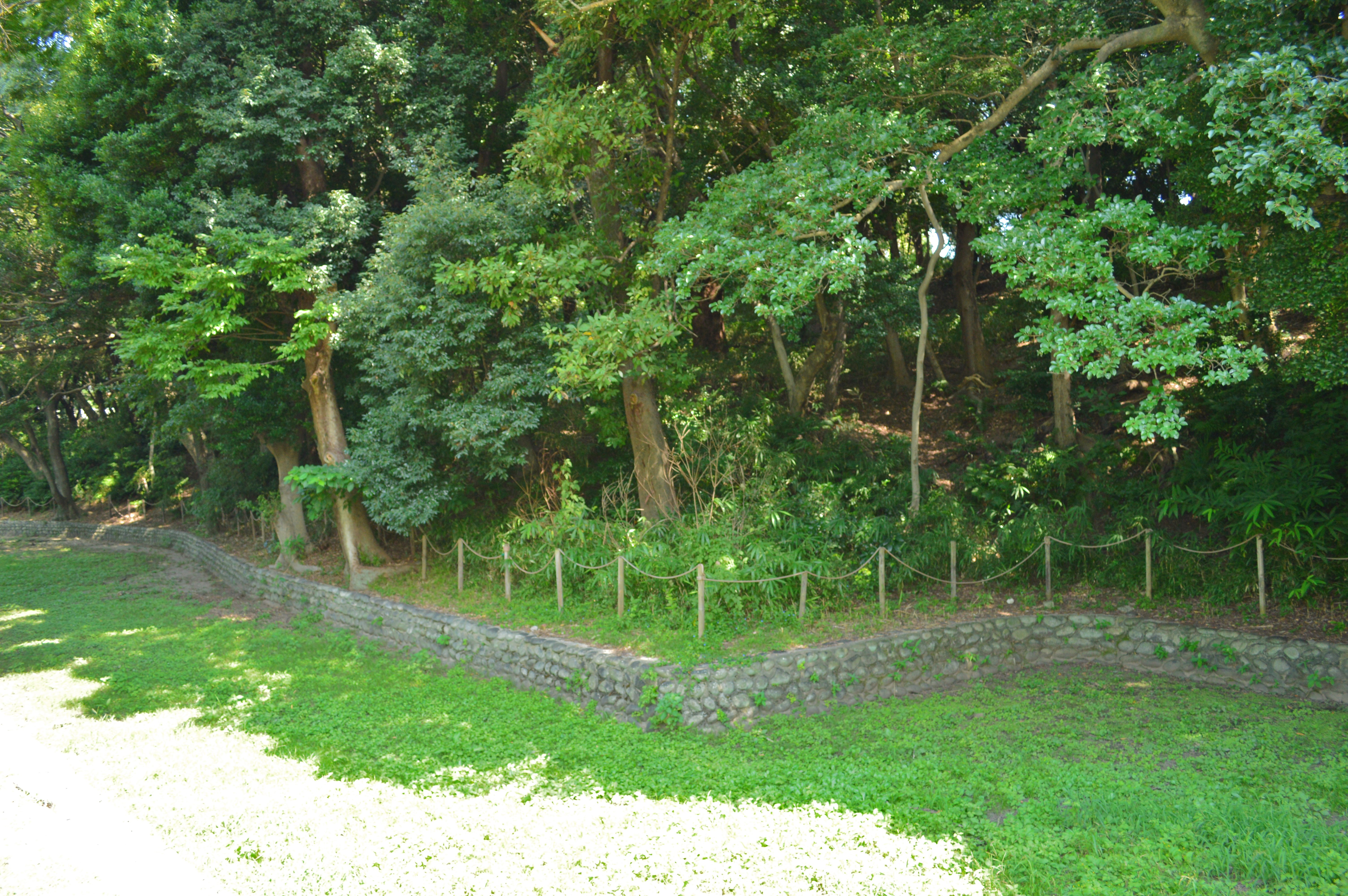
造出
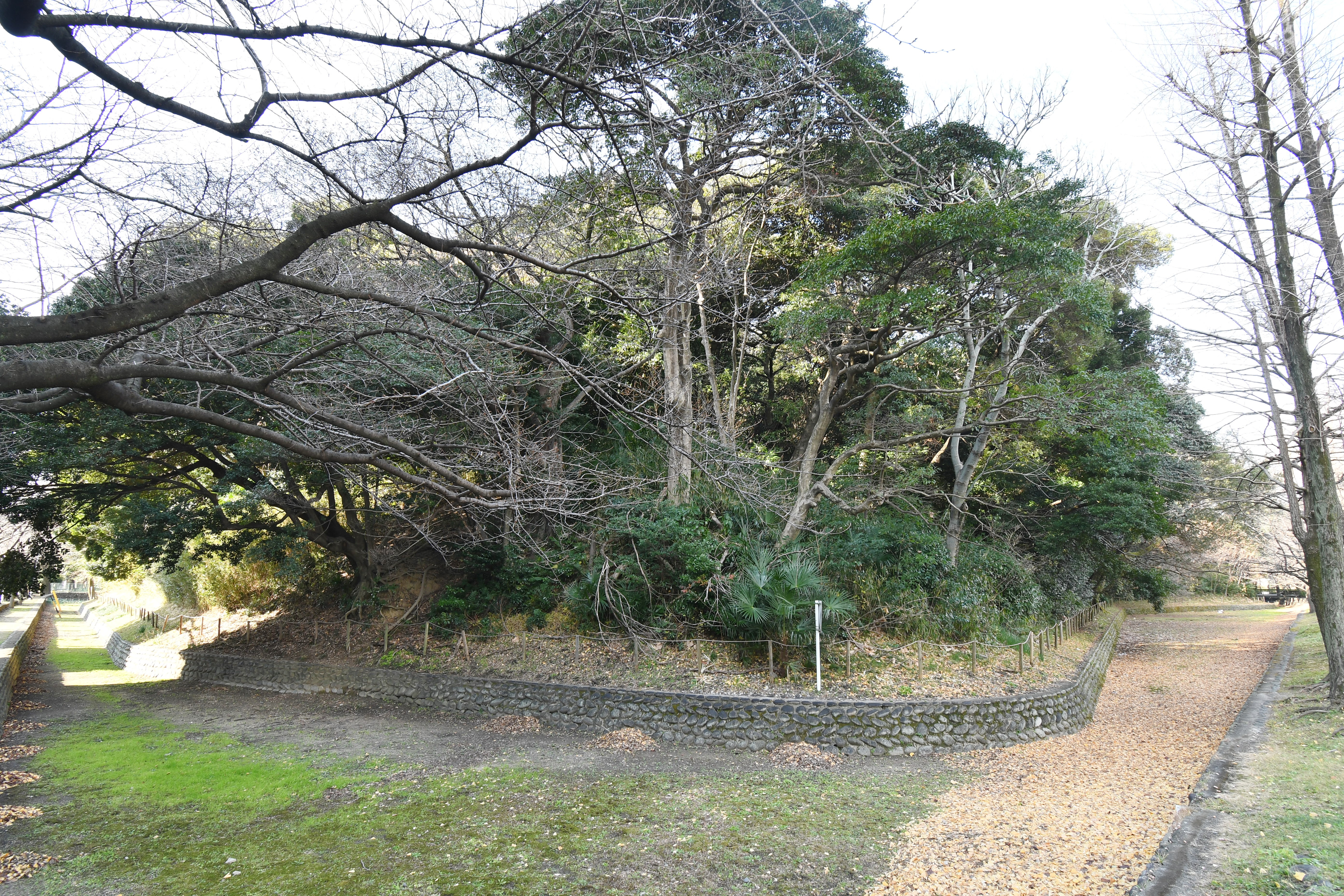
前方部南東隅 隅部の墳丘は欠失する。
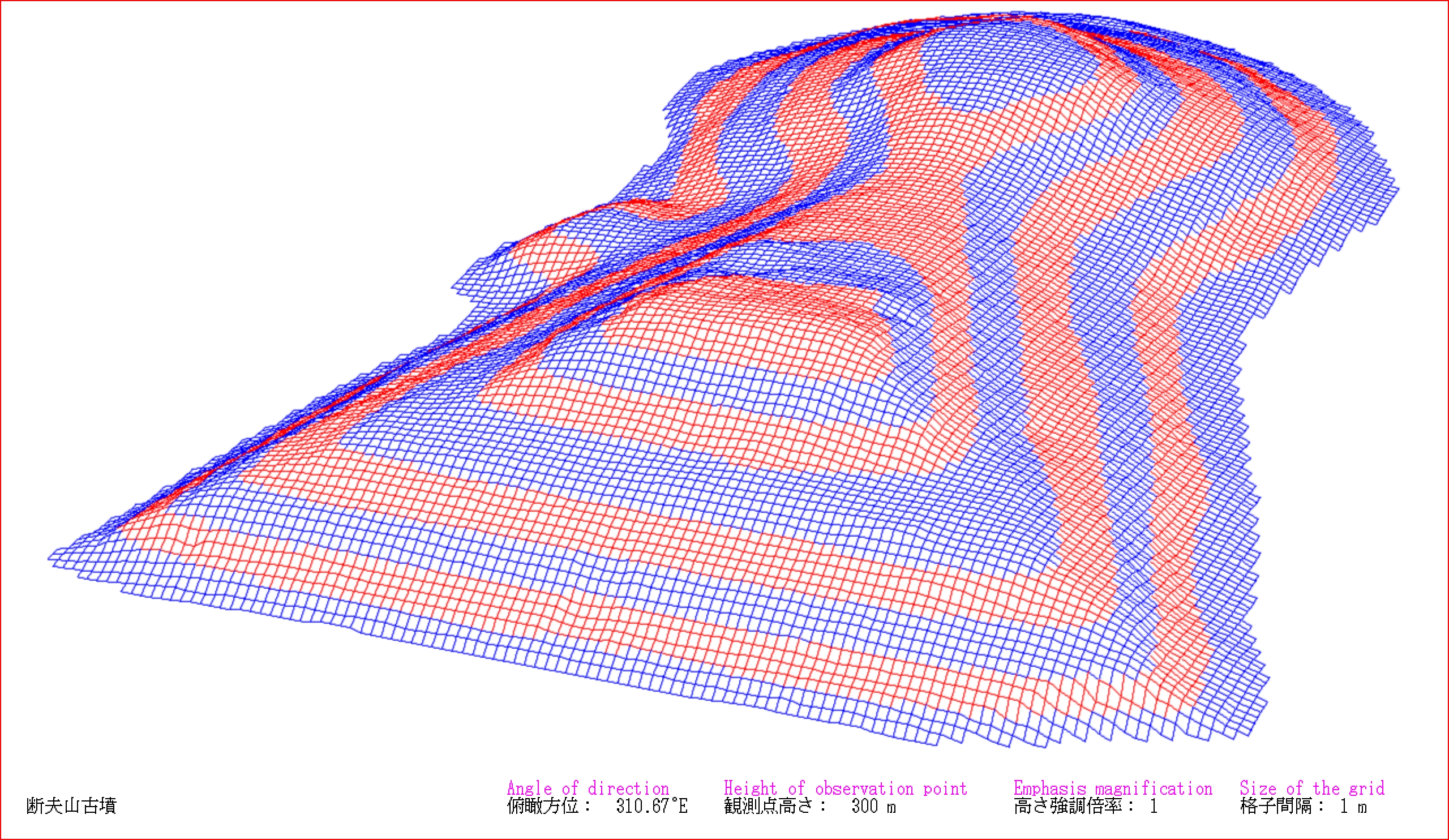
3DCGで描画。南東方向から見る
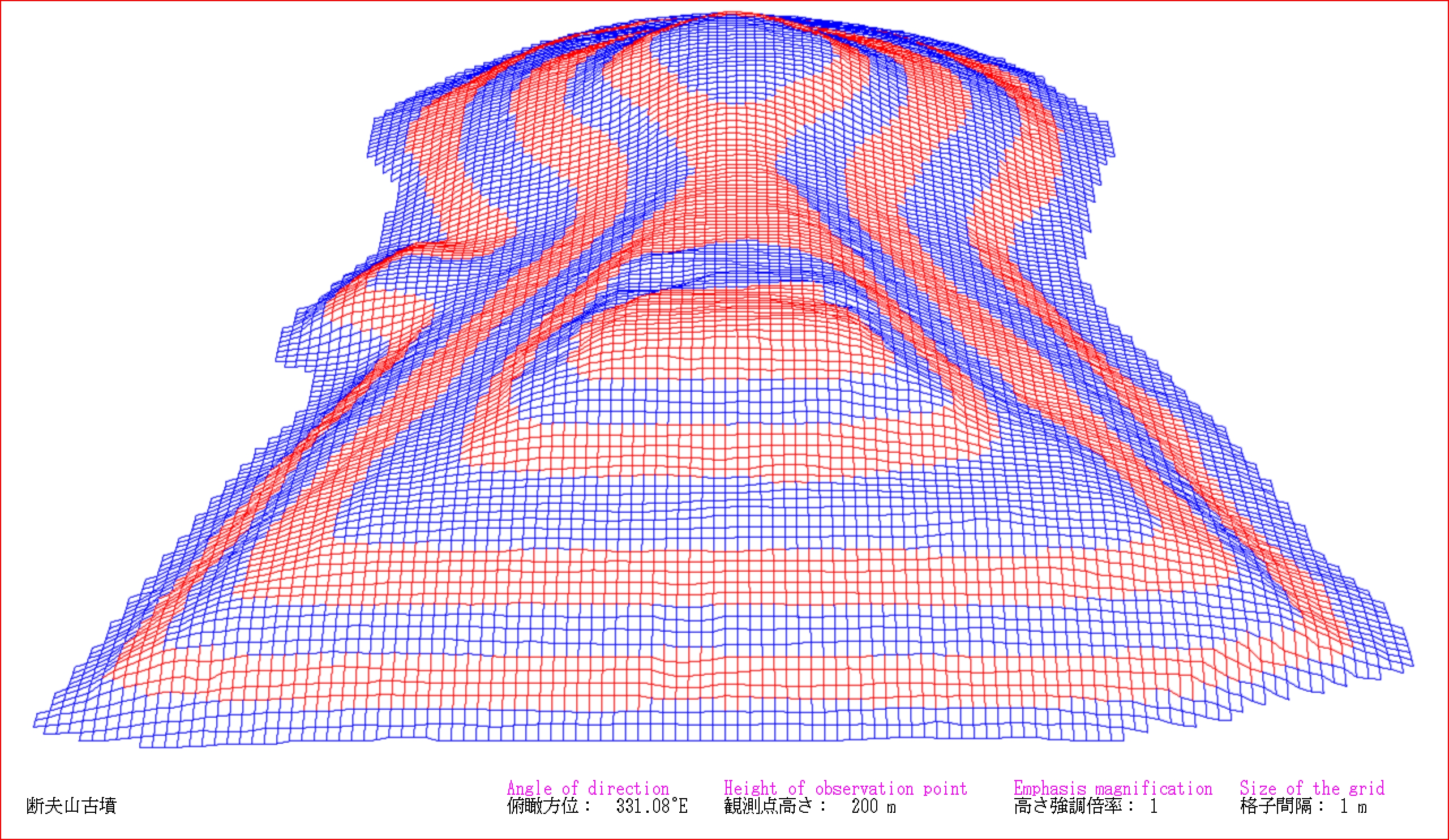
3DCGで描画。前方部から見る
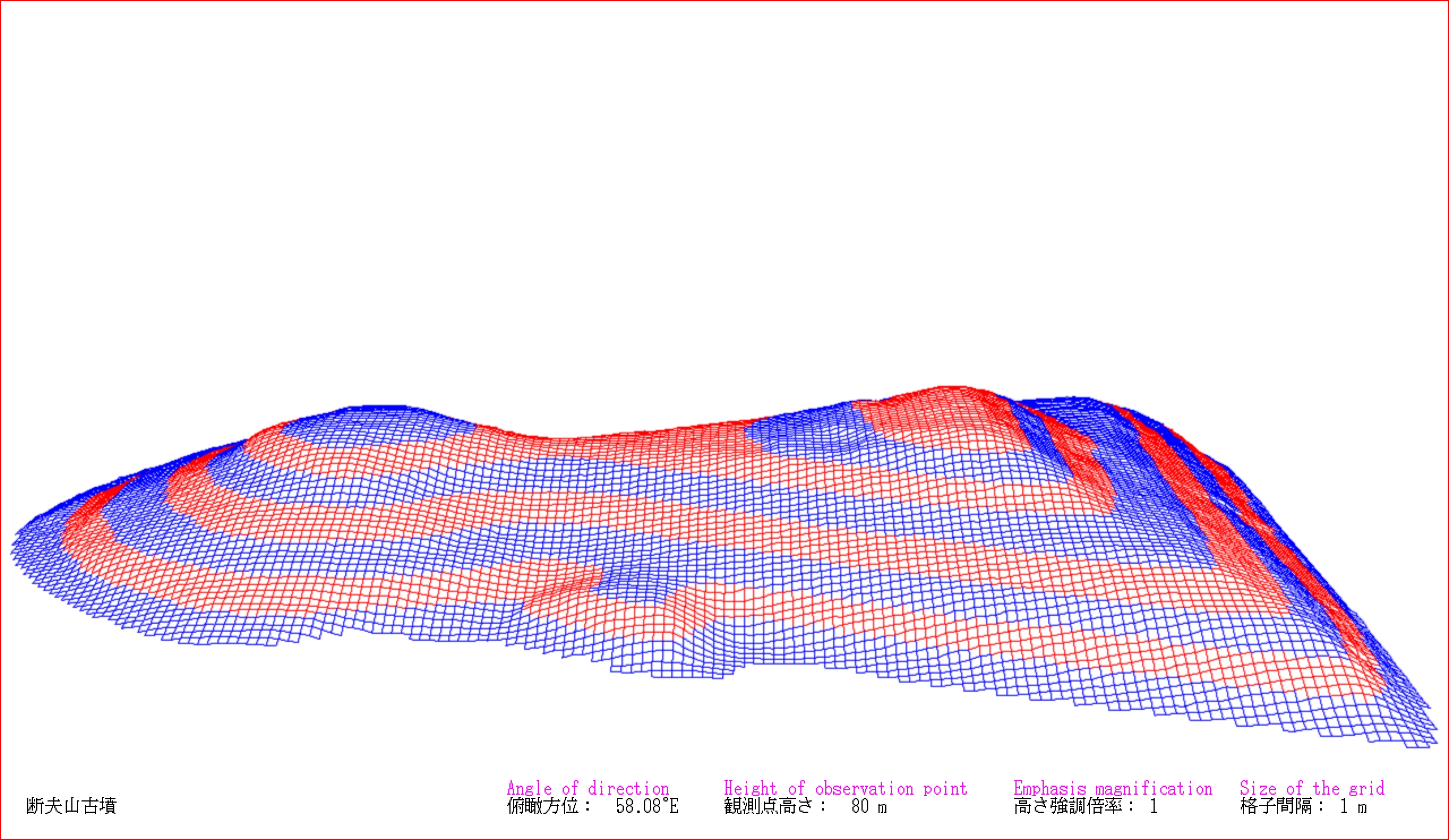
3DCGで描画。南西方向から見る
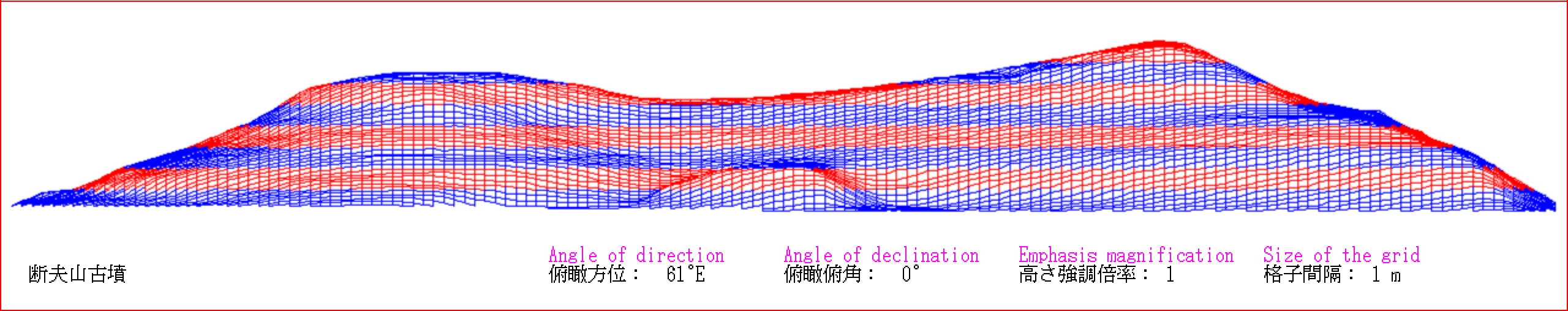
3DCGで描画。真横から見る

## 出土品

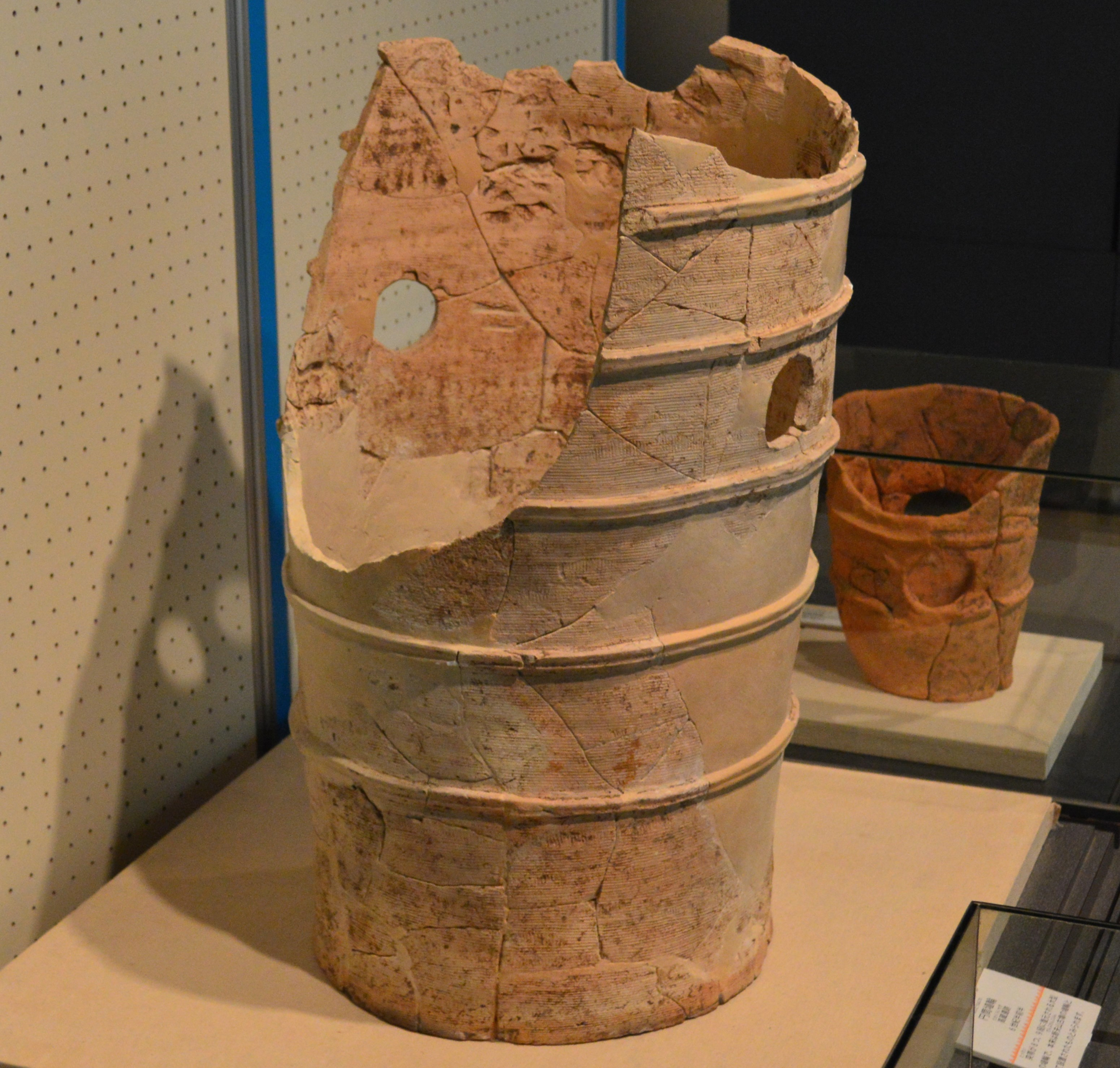
大型円筒埴輪（高蔵遺跡出土）本来は断夫山古墳に設置されたと見られる。名古屋市見晴台考古資料館展示。

墳丘からは後円部下段に円筒埴輪列が確認されているほか、少量の朝顔形埴輪片・形象埴輪片も検出されている。円筒埴輪は土師質・須恵質の両方があり、一部は6突帯7段以上に及ぶ大型埴輪である。断夫山古墳の勢力下にあった高蔵遺跡からも、本来は断夫山古墳に設置されたと見られる大型円筒埴輪が出土している。これらの埴輪については東山古窯（猿投窯の一地域）で焼かれたとする説が知られる。以上の出土埴輪は名古屋市博物館・名古屋市見晴台考古資料館・南山大学人類学博物館などに所蔵されている。
また、造出などからは多量の須恵器が出土したと報告されているが、その多くが行方不明となっている。現在に伝わるものはいずれも全形の不明な小片で、豊田市郷土資料館・名古屋市見晴台考古資料館などに所蔵されている。なお、行方不明となった須恵器のうちには子持高坏があったといわれる。これを美濃・尾張地方の限定的な地域に見られる脚付蓋坏であったと見て、類似の出土状況を示す小幡池下古墳（名古屋市守山区：非現存）ほか瑞穂台地南部の古墳群を断夫山古墳の先行首長墓群に比定する説がある。
これらの埴輪・須恵器の製作年代は、5世紀末から6世紀前半と推定される。そのほかの副葬品の出土などは知られていない。

## 被葬者
被葬者は明らかでない。熱田神宮では、古くから「陀武夫御墓」と称して日本武尊妃の宮簀媛命（みやずひめのみこと）の墓とする。神宮では、南方約300メートルにある白鳥古墳も「白鳥御陵」と称して日本武尊の陵としており、現在も毎年5月8日に白鳥古墳と断夫山古墳とにおいて御陵墓祭を行なっている。ただし史書上でのヤマトタケル伝説の想定年代は4世紀頃となり、断夫山古墳の築造時期とは大きく隔たる。
『日本書紀』に基づく関係系図
|             |             |             |             |             |             |             |             |             |             |             |             | ［尾張氏］ 尾張連草香 |             |             |             |             |             |
|             |             |             |             |             |             |             |             |             |             |             |             |                       |             |             |             |             |             |
| 26 継体天皇 | 26 継体天皇 | 26 継体天皇 | 26 継体天皇 | 26 継体天皇 | 26 継体天皇 |             |             |             |             |             |             | 目子媛                | 目子媛      | 目子媛      | 目子媛      | 目子媛      | 目子媛      |
| 26 継体天皇 | 26 継体天皇 | 26 継体天皇 | 26 継体天皇 | 26 継体天皇 | 26 継体天皇 |             |             |             |             |             |             | 目子媛                | 目子媛      | 目子媛      | 目子媛      | 目子媛      | 目子媛      |
|             |             |             |             |             |             |             |             |             |             |             |             |                       |             |             |             |             |             |
|             |             |             |             |             |             |             |             |             |             |             |             |                       |             |             |             |             |             |
|             |             |             |             |             |             | 27 安閑天皇 | 27 安閑天皇 | 27 安閑天皇 | 27 安閑天皇 | 27 安閑天皇 | 27 安閑天皇 | 28 宣化天皇           | 28 宣化天皇 | 28 宣化天皇 | 28 宣化天皇 | 28 宣化天皇 | 28 宣化天皇 |

学術的には、この断夫山古墳は尾張地方で最大規模の古墳であることから、古代豪族の尾張氏（おわりうじ、尾張連）の首長墓になると考えられている。『日本書紀』ではこの6世紀頃のこととして、継体天皇（第26代）の妃として尾張連草香（おわりのむらじくさか）の娘の目子媛（めのこひめ）があったとし、さらに目子媛はのちの安閑天皇（第27代）・宣化天皇（第28代）を産んだと記載しており、尾張氏が継体大王の外戚としてヤマト王権と強い結びつきを持っていたことが知られる。古墳分布の様相的にも尾張地方は継体大王の支持勢力の中で最大勢力を成しており、越前から擁立されたという継体大王の即位に尾張氏が大きく貢献した様子が指摘される。具体的な断夫山古墳の被葬者については、尾張連草香に比定する説や、目子媛に比定する説がある。

## 文化財

### 国の史跡
- 断夫山古墳 - 1987年（昭和62年）7月9日指定[10][16]、2024年（令和6年）10月11日に史跡範囲の追加指定[17]。

## 考証

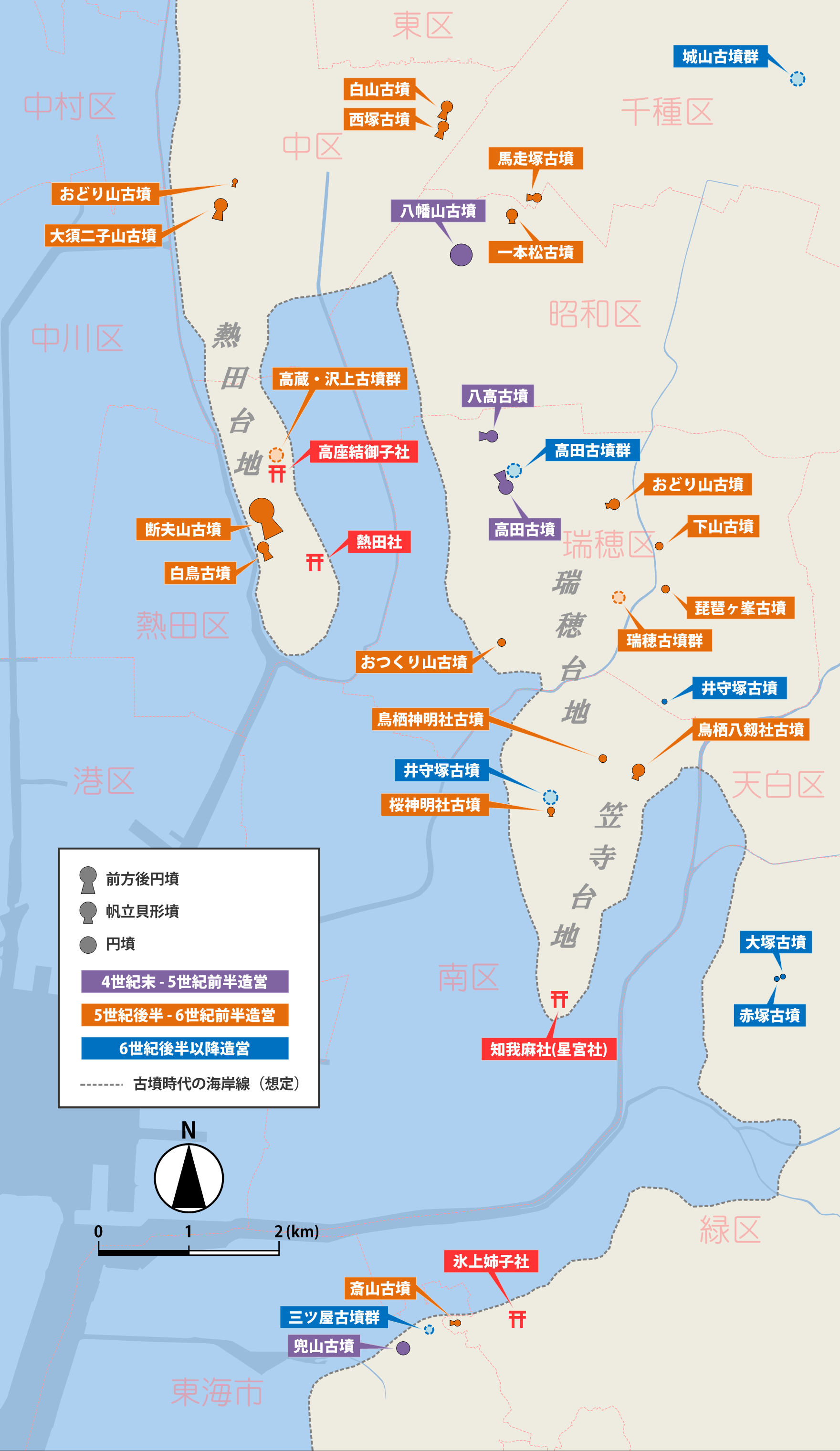
古墳時代の熱田周辺中央に年魚市潟、その北縁に熱田社と断夫山古墳。

考古学的には、断夫山古墳や熱田神宮（本来は尾張氏氏神）の存在からこの熱田台地一帯が尾張氏の本拠地であったと想定されるが、熱田台地では断夫山古墳以前の大型古墳の築造が知られないことから、当地に移動した尾張氏一族が尾張統一の記念碑（象徴）的に断夫山古墳を築造したとする説がある。また、断夫山古墳を始めとする熱田台地の大型古墳は古墳時代後期から営まれ始めるが、それとともに尾張地方では「尾張型須恵器」や「尾張型埴輪」といった特徴的な土器や製塩遺跡が出現することから、これらのシステム化された特産製品の生産を基に形成された統治集団が尾張氏に比定される。
なお、この熱田台地では西縁に断夫山古墳・白鳥古墳などの古墳群、東縁に熱田神宮が位置し、首長墓域と聖域の棲み分けが図られていることから、熱田神宮の実際の鎮座を古墳群と同時期の6世紀頃と類推する説がある。この熱田神宮と尾張の古墳群に関しては、神宮境外摂社の分布と断夫山古墳成立以前の各在地勢力の古墳群の分布とを対応づける説もある。

## 現地情報
所在地
- 愛知県名古屋市熱田区旗屋町（熱田神宮公園内）

交通アクセス
- 名古屋市営地下鉄名城線 熱田神宮西駅（徒歩約5分）[22]
- 名古屋市営地下鉄名城線 西高蔵駅（徒歩約10分）

関連施設
- 名古屋市博物館（名古屋市瑞穂区瑞穂通） - 断夫山古墳の出土埴輪を保管・展示。
- 名古屋市見晴台考古資料館（名古屋市南区見晴町） - 断夫山古墳の出土埴輪・須恵器を保管・展示。
- 南山大学人類学博物館（名古屋市昭和区山里町） - 断夫山古墳の出土埴輪を保管。
- 豊田市郷土資料館（豊田市） - 断夫山古墳の出土須恵器を保管。

周辺
- 白鳥古墳 - 断夫山古墳の後継首長墓。